# Adolf Niewiarowski
Adolf Niewiarowski (ur. 1862, zm. lipiec 1918, Niekłań) – polski artysta-rzeźbiarz.
Nauki rzeźby pobierał w wieku siedemnastu lat w pracowni Andrzeja Pruszyńskiego. Ze swoim mistrzem współpracował do 1896 roku. W 1880 roku, jeszcze jako uczeń Szkoły Rysunkowej w Warszawie otrzymywał stypendium Towarzystwa Zachęty Sztuk Pięknych w wysokości 50 rubli.  W 1892 roku, w ramach konkursu na dekorację rzeźbiarską frontonu kościoła Wszystkich Świętych w Warszawie, wykonał dwie rzeźby - Św. Anny i Św. Teresy. Trzykrotnie jego prace były wystawiane w Zachęcie: w 1899 – Portret pana G., w 1903 – Święta Teresa, w 1917 – Milicjant i rabuś, Portret Józefa hr. Broel-Platera, Portret A.S..  W 1917 wyjechał do majątku Józefa Broel-Platera, gdzie wykonał m.in. projekt pomnika Bartosza Głowackiego.

## Prace artystyczne
Tworzył rzeźby architektoniczne dla kościołów, gmachów publicznych w Warszawie i na terenie zaboru rosyjskiego. Wykonał kilkanaście rzeźb nagrobkowych min. na cmentarzu Powązkowskim: nagrobki rodzinne Ambrożewiczów (z 1910 z figurką Smutku) i Hamerlińskich (z 1909 roku) oraz Woydułłów (niezachowany). Innymi jego pracami były medaliony z brązu Józefa Gąsiorowskiego (z 1902) i Wilhelma Gąsiorowskiego (z 1913) oraz pastora Augusta Diehla na cmentarzu Ewangelicko-Refermowanym.